# Julian MacLaren-Ross
Julian Maclaren-Ross (Londen, 1912 - 1964) was een Britse schrijver en dandy. Hij was een van de meest kleurrijke figuren in het Britse cultuurleven van de jaren 1930-1960.
Opgegroeid in Engeland en Frankrijk legde hij al op jonge leeftijd nadruk op een bohemien-stijl, die in de elitaire kringen al snel indruk maakte en hem een vooraanstaande plek bezorgde.
Zijn onconventionele schrijfstijl in met name (langere) verhalen, zijn scherpe blik als cultureel criticus (literatuur en cinema) en zijn onthullende memoires verdwenen na zijn vroege dood een tijd lang uit de belangstelling, maar thans is er sprake van een hernieuwde interesse en worden delen van zijn literaire erfenis herdrukt.
Over J. MacLaren-Ross verscheen de biografie Fear and Loathing in Fitzrovia (P. Willetts, 2003).

## Werk
- The Stuff to Give the Troops (1944)
- Better than a Kick in the Pants (1945)
- Bitten by the Tarantula (1946)
- The Nine Men of Soho (1946)
- Of Love and Hunger (1947)
- The Weeping and the Laughter (1953)
- The Funny Bone (1956)
- Until the Day She Dies (1960)
- The Doomsday Book (1961)
- My Name is Love (1964)
- Memoirs of the Forties (1965)

- Biblioteca Nacional de España: XX1793009
- Bibliothèque nationale de France: cb145323502 (data)
- Gemeinsame Normdatei: 124969240
- International Standard Name Identifier: 0000 0000 8390 3328
- Library of Congress Control Number: n85050199
- Nederlandse Thesaurus van Auteursnamen: 070633681
- SNAC: w61s9rtb
- Système universitaire de documentation: 078050480
- Trove: 1161898
- Virtual International Authority File: 66701495
- WorldCat: E39PBJtMqrKyyKYrtTFBC7KfMP